# Contoso
Contoso Ltd., známá i jako Contoso a Contoso University je fiktivní firma a univerzita používaná společností Microsoft jako ukázková firma a doména (www.contoso.com) ve většině její firemní literatury. Tato doména je registrována a přesměrována na domovskou stránku společnosti Microsoft.
CEO je Austin Ehrhardt. Společnost sídlí v Paříži.
Kromě firmy Contoso a univerzity má několik poboček:
- Contoso Bank
- Contoso Pharmaceuticals
- Contoso Hotels (Contoso Hotels & Casinos)
- Contoso Marketing Department
- Contoso GmbH – výrobce jízdních kol